# Amadou Ba
Amadou Ba (Dakar, 17 de maio de 1961) é um político senegalês. Ele foi nomeado primeiro-ministro do Senegal em 17 de setembro de 2022. Ele atuou como ministro das Relações Exteriores do Senegal de 2019 a 2020. Foi Ministro das Finanças e Economia de 2013 a 2019.
Ba foi citado como um dos 100 africanos mais influentes pela revista New African em 2011, 2012 e 2013.

## Biografia
Depois de obter um baccalauréat técnico em gestão em 1980, Ba recebeu um mestrado em ciências econômicas, com foco em gestão empresarial e um diploma de impostos e heranças da Escola Nacional de Administração e Magistratura (ENAM) em 1988.
Ba foi inspetor estagiário em Diourbel em 1989, então Inspetor-Chefe da primeira divisão de imposto sobre valor agregado da Direção Geral de Impostos e Propriedades (DGID) em Dakar. Em 1991, ele recebeu treinamento adicional no Institut international d'administration publique em Paris e em Baltimore.
De 1990 a 1992, Ba foi Inspetor-Chefe de Dakar-Plateau, depois ocupou o cargo de Comissário Controlador de Seguros na Diretoria de Seguros até 1994, e depois Inspetor Verificador na Diretoria de Verificação e Investigações Fiscais.
Depois de mais treinamento em 2001 na École nationale des impôts em Clermont-Ferrand, Ba tornou-se chefe do Centro de Grandes Empresas na Diretoria de Impostos em 2002. Em 2004, foi Diretor de Impostos por um ano. Em novembro do mesmo ano, foi nomeado Diretor-Geral de Impostos e Propriedades. Durante seu mandato, foi iniciado um novo Code général des impôts, que entrou em vigor em janeiro de 2013.
Paralelamente a essas funções, Ba lecionou na ENAM no departamento de impostos e sucessões de 1992 e no COFEB/BCEAO de 1995 a 2000.
Quando Aminata Touré se tornou primeiro-ministro em 2 de setembro de 2013, Ba foi nomeado Ministro das Finanças e Economia, substituindo Amadou Kane. Ele manteve essa posição quando Mohammed Dionne assumiu o cargo de primeiro-ministro em 2014.
Em 2021, Ba apoiou um projeto de lei destinado a criminalizar ainda mais a população LGBT do país.

## Outras atividades
Banco Africano de Desenvolvimento (BAD), Membro Ex-Ofício do Conselho de Governadores (desde 2013)
Fundo Monetário Internacional (FMI), Membro Ex-Officio do Conselho de Governadores (desde 2013)
Agência Multilateral de Garantia de Investimentos (MIGA), Grupo Banco Mundial, Membro Ex-Officio da Assembleia de Governadores (desde 2013)
Banco Mundial, Membro Ex-Officio do Conselho de Governadores (desde 2013)